# 逆転裁判5
『逆転裁判5』（ぎゃくてんさいばんファイブ、英：Phoenix Wright: Ace Attorney – Dual Destinies）は2013年7月25日にカプコンからニンテンドー3DS向けに発売されたアドベンチャーゲーム。逆転裁判シリーズ第5作目。ダウンロード版も同日に配信開始された。
有料のダウンロードコンテンツとして主要登場人物のコスチュームやおまけモードの『クイズ逆転推理』、追加シナリオなどが配信された。
また、本作品の発売を記念し、2013年8月1日から9月16日にかけて京浜急行電鉄とのコラボレーションイベントのミステリーラリーが実施された。
2014年8月7日にiOS、2017年5月25日にAndroid向けに配信開始された。2024年1月25日には『逆転裁判456 王泥喜セレクション』の収録作品の一つとして発売された。

## システム
本作品より対応機種がニンテンドー3DSになり、グラフィックが2Dから3Dに一新され、アニメパートが導入された。また証人の証言と喜怒哀楽4つの感情のムジュンを指摘する「ココロスコープ」、前作に登場した「みぬく」の使用を阻止する要素および法廷パートの終盤で真犯人を追い詰めるために、これまでの事実を振り返り新たな真実を探したす「カンガエルート」が追加された。ほか便利機能として、調査の進行状況を確認できる「探偵メモ」や証人尋問の際にパートナーに相談できる機能が用意されている。

## あらすじ
本作品は『4』の1年後が舞台で、主人公はある理由で弁護士に復帰することとなった成歩堂龍一。また『4』で登場した王泥喜法介やみぬきも引き続き登場。成歩堂龍一、王泥喜法介、新キャラクターの新人弁護士・希月心音がそれぞれ主役となるエピソードが収録され、この3人を中心にストーリーが展開する。ストーリー進行時間は第2話→特別編→第3話→第4話前半→第1話→第4話後半→第5話の順。
第1話：逆転のカウントダウン
王泥喜が弁護を担当していた地方裁判所第4法廷で、証拠品として提出される予定だった爆弾が爆発してしまう。その被告人として、希月心音の幼馴染・森澄しのぶが逮捕された。成歩堂と心音は怪我をして法廷に立てなくなった王泥喜の代わりに法廷に立つ。検事側はかつて成歩堂と対峙した亜内武文の弟である亜内文武が担当、兄の復讐を目論んでいる。
第2話：逆転の百鬼夜行
成歩堂から頼みたい仕事があると呼び出された王泥喜の任務は、成歩堂みぬきのつきそいで「九尾村（きゅうびむら）」のパーティへ行くことだった。九尾村は妖怪ブームにより話題の観光スポットとなっていた。王泥喜たちが村を巡っている間、九尾村の村長が何者かに刺殺される事件が発生。逮捕されたのは、みぬきの友人の父であり、九尾村の隣にある天魔市の市長・天馬出右衛門だった。法廷では弁護側に王泥喜と心音が立ち、検事側には殺人罪で投獄中の囚人だが指名を受けた夕神迅が立つ。
第3話：逆転学園
優秀な法曹を輩出する学園として著名な「私立テミス法律学園」の学園祭に、成歩堂は弁護側の講師として呼ばれ、心音とともに待合室で待機していた。しかし、何か物が壊れる音を聞き、二人が中央ステージに駆けつけたところ、法律学園の教師の他殺体を発見。殺人容疑で逮捕されたのは、学園の生徒の森澄しのぶだった。彼女を救うため、心音は初めての弁護を買って出る。一方で学園の模擬裁判を見学していた王泥喜は現場の状況が模擬裁判と同様なことに気が付いたため模擬裁判のおさらいしようと考えたところに、前作に登場した検事の牙琉響也が登場する。こうして牙琉の協力を得て心音ら3人で模擬裁判の再現を試みる。
私立テミス法律学園（しりつテミスほうりつがくえん）
『5』に登場した学校。『5』第3話で事件現場になる。教育課程は基本的に通常の高校と同じ（15歳以上で入学、3年間就学）だが、法曹三者を育成するための専門課程があり、希望した進路に応じて弁護士クラス・検事クラス・裁判官クラスに分けられている。制服の色もクラスによって異なる。模擬裁判を行うための裁判所を模した教室など、設備は整っており、王泥喜は「オレが通っていた学校とは大違いだ」と言っている。また実務についている法曹関係者を講師で呼ぶことがあり、物語で成歩堂と響也が呼ばれた。成歩堂は「異議あり！」の指の角度などを教えた。響也と『検事2』に登場した一柳弓彦はこの学校の卒業生であり、同期である。

第4話：星になった逆転
第1話以前の出来事で本作のプロローグとなる法廷爆破事件を描くエピソード。星成太陽による「HAT-1号」の奇跡の生還から7年後。「HAT-2号」に、王泥喜の親友・葵大地と星成が搭乗することになった。しかし、発射直前にHAT-2号と「大河原宇宙センター」が爆破する事故が発生。HAT-2号から命からがら抜け出す際に、葵は何者かに刺殺されてしまう。殺人容疑者として逮捕されてしまった星成の弁護を決意した王泥喜は裁判に挑むも、証拠品として提出される予定の爆弾がカウントダウンを始めた。
第5話：未来への逆転
王泥喜に代わって星成の無罪を証明した成歩堂と心音だったが、その決定的となった証拠のせいで今度は心音が逮捕されてしまう。そのころ、大河原宇宙センターではロボットたちが立て籠もり事件を起こし、「7年前に起こった『UR-1号事件』で有罪となった夕神迅の再審理」を要求。急遽の開廷により法廷が足りない状況にあったが、成歩堂の提案で爆破された第4法廷で審理を行うこととなった。このエピソードでは、ある場面で「心証ゲージ」を0にすると発生するバッドエンドが2種類存在する。
UR-1号事件（ユウアールいちごうじけん）
『5』第5話で登場。『5』から7年前の2020年に発生した殺人事件。大河原宇宙センターのロボット研究室で、心理学者で希月心音の母、希月真理が殺害される。容疑者は被害者の弟子で検事の夕神迅。夕神の自供と決定的な2つの証拠品から、異例の短期間で有罪判決が下る。この事件は有罪となった者が検事であり、成歩堂の証拠品捏造事件の後に起こった出来事であったために人々の法曹界への強い不信を煽り、「法の暗黒時代」が幕を開けるきっかけとなる。

特別編：逆転の帰還
有料のダウンロードコンテンツで配信されている、8年ぶりに弁護士に復帰した成歩堂の初弁護を描く追加エピソード。
シャチの海賊ショーで人気の「荒船水族館」の館長が亡くなった。シャチのトレーナーから弁護を依頼された成歩堂は水族館に赴くが、そこで待っていたのはシャチの「エル」。トレーナーの依頼は前代未聞の「シャチの弁護」であった。館長の死は「事故」として処理されようとしていたが、成歩堂たちはエルを殺処分から救うために、法廷で事件性を証明することとなる。このエピソードでは、バッドエンドが存在する。

## 登場人物

### 『逆転のカウントダウン』
森澄 しのぶ（もりずみ しのぶ）[シノブ]
声 - 大関英里
被告人。心音の幼馴染であり、彼女を「ココちゃん」と呼んでいる。18歳。普段は祖母と一緒に森で生活しているが病弱でよく咳き込み、頭のヒマワリ飾りを酸素吸入器よろしく吸って呼吸を整えている。王泥喜のことを「太陽のような人」と慕っている。
賀来 ほずみ（かく ほずみ）
被害者。爆弾事件専門の刑事。享年27。4話の法廷の目撃者として立つ予定だったが、法廷で発生した爆発に巻き込まれて死亡した。
馬等島 晋吾（ばらしま しんご）[バラシマ]
機動隊の爆発物処理班の一人。爆破された法廷で扱っていた事件にて爆発物処理を担当していた。42歳。赤と青のスコープを目に装着し、腕に付いているキーボードで合成音声を出して会話する。普通に話をすることは出来るらしいが非効率という理由で普通に話すことは滅多にない。常に爆弾HH-3000の見本を持ち歩いており、分解しては組み立てることを繰り返している。

### 『逆転の百鬼夜行』
天馬 出右衛門（てんま でえもん）[テンマ]
被告人。天馬市の市長であり、妖怪天魔太郎の末裔と言われている。45歳。みぬきの友達である天馬ゆめみの父親であり、一人娘のゆめみのことを大事にしている。九尾村の合併を進めようとしていた。強面で恐ろしげな風貌だが心優しい人物である。
九尾 銀次（きゅうび ぎんじ）
被害者。九尾村の村長。享年46。天馬出右衛門との会談中に刺殺されている。元レスラーであるため体格がいい。村民からは慕われていた。
天馬 ゆめみ（てんま ゆめみ）[ユメミ]
声 - 佐伯美由紀
目撃者。みぬきの友達。天馬出右衛門の娘であり、九尾屋敷のメイドをしている。常におでこにお札を付けている。15歳。怖がりでお化けなどを嫌い、知り合い以外は妖怪と勘違いしてお札を貼り付けてくる。特に王泥喜のことは、髪型が原因で鬼だと思っている。
銭洗 熊兵衛（ぜにあらい くまべえ）[クマベエ]
目撃者。九尾屋敷の管理人。狸のような風貌の男。50歳。常にそわそわ、きょろきょろしている挙動不審な人物。スリが上手く盗みをよく働くが、発覚するとすぐに盗んだ物を返し、平謝りをする。
美葉院 秀一（びよういん しゅういち）[ビヨウイン]
声 - 佐藤美一
目撃者。天馬出右衛門の秘書。自分の美貌に常にこだわっている。33歳。相手を常に見下しており、気に入らない相手に対しては目に香水をかけてくる。機能美を追求したという独特なジャケットを着ており、両肩には折りたたみ式の携帯電話が内蔵されている。実業家でもあり、自身のブランド「アイ・アム・ビヨウイン」を開発しているが、CMを流しておきながら一切販売していない。
グレート九尾（グレート きゅうび）[レスラー]
狐のマスクを付けた覆面レスラー。九尾村の妖怪ブームの火付け役であり、九尾村を活気づけた人物でもある。正体不明であり、プロレス界に殴り込みをかけている。覆面を賭けた試合が特に人気が高く、ファンも多数いる。

### 『逆転学園』
森澄 しのぶ（もりずみ しのぶ）[シノブ]
声 - 大関英里
被告人。心音の幼馴染。私立テミス法律学園裁判官クラス3年生であり生徒会長を務めている。18歳。『5』第1話以前に起きた事件であるため、心音と再会したばかりであり、よそよそしい態度が残っている。弁護士クラスの静矢零と検事クラスの厚井知潮と友情を誓い合っている。
道葉 正世（みちば まさよ）
被害者。裁判官クラスの担任教師であり美術部顧問。享年47。成歩堂たちを学園に招いた人物だが、出会う前に殺されていた。独特の美術センスの持ち主であり、作品も奇抜なものが多い。
一路 真二（いちろ しんじ）[イチロ]
弁護士クラスの担任教師。鼻の上に非常に小さな眼鏡を掛けた古代ギリシャの哲学者のような顔で、茶色い地球儀を付けた茶色い杖を持つ温厚そうな人物だが、笑顔が不気味。時には地球儀を回したりする。45歳。勝つためには手段を選ばないという教育方針を持ち、その考えに触発された生徒も多い。
静矢 零（しずや れい）[レイ]
目撃者。私立テミス法律学園弁護士クラス3年生。弓道部の部員であり弓矢を常に持っている。18歳。自らのことを天才と呼び、テストでは100点以外の点数を取ったことがない。森澄しのぶと厚井知潮と友情を誓い合っている。
厚井 知潮（あつい ちしお）[チシオ]
声 - 堀井千砂
私立テミス法律学園検事クラス3年生。常にギプスを付けており、赤いジャージを着ている。18歳。熱血気質で、声を張り上げて会話することが多い。美術部に所属している。森澄しのぶと静矢零と友情を誓い合っている。
宇和佐 集芽（うわさ あつめ）[アツメ]
目撃者。私立テミス法律学園裁判官クラス3年生。常に段ボールで上半身を隠している。17歳。たった1人しかいない新聞部の部長で段ボールに成り済まして様々な情報を得てゴシップ記事を作っている。常に被っている段ボールに様々な物を入れ特にノートパソコンを非常に大事にしている。顔が見えないが名前と制服から女性だと分かる。

### 『星になった逆転』『未来への逆転』
星成 太陽（ほしなり たいよう）[ホシナリ]
被告人。宇宙船「HAT-2号」の乗組員であり葵大地の師匠。赤く染めた髪をロケットのような形にしている。33歳。7年前に起こったHAT-1号の奇跡と呼ばれる事件の体験者。本来は熱い性格の人物だが、葵が死亡したショックからネガティブな発言が目立つ。
葵 大地（あおい だいち）[アオイ]
被害者。宇宙船「HAT-2号」の乗組員。王泥喜の親友。享年23。中学時代から王泥喜とは親交を持ち、声が大きく情に厚い元気な奴だと言われている。中学時代に母を亡くしており、似た境遇の王泥喜とはお互い「大丈夫」と励ましながら生きてきた。
大河原 有忠（おおがわら うちゅう）[オオガワラ]
目撃者。機関「GYAXA」運営、大河原宇宙センターの館長。62歳。星をちりばめた制服を着てセグウェイのような乗り物に乗っている。
夕神 かぐや（ゆうがみ かぐや）[カグヤ]
夕神迅の姉で大河原宇宙センター・ロボット研究室に勤める研究員。37歳。豪快な性格。弟が有罪判決を受けた7年前の事件の再審議を訴えるも、聞き入れてもらえなかったことから法律そのものへの不信感が強い。同僚の真理とは親友であるが、なぜか彼女の娘である心音のことを歪み嫌っている。心音を「お姫様」と言って馬鹿にしては煽っている。
ポンコ[ポンコ]
宇宙センターの案内を務めるロボット。ロボットでありながら非常に表情豊か。認証を完了すれば誰に対しても友好的になる。
ポンタ[ポンタ]
宇宙センターにいるロボット。開発者はかぐやで正式名称はPONCO・2（ポンコ・ツー）。この名前のためにかぐやから「ポンコツ」と呼ばれ乱暴に扱われている。
希月 真理（きづき まり）
大河原宇宙センターの研究員。心音の母親であり、夕神かぐやと同僚で親友だった。享年不明。宇宙センターのロボット研究室で夕神がロボットのボディパーツ、希月が「感情」など人格のプログラムを開発。その成功例がPONCOとPONCO・2である。HAT-1号打ち上げの前日にロボット研究室で殺害された。夕神迅に心理学を使った追及を教えている。
亡霊
夕神迅が長年追っているという正体不明の国際的スパイ。出自や容姿、経歴などが一切不明で感情を感じることは全くなく、恐怖すら感じることがない。

### 『逆転の帰還』
荒船 エル（あらふね エル）［エール］
声 - 堀井千砂
初の人間ではない被告で、荒船水族館のシャチ。「海賊姉妹エールズ」の姉役としてショーに出演しているが、荒船船長を殺害したとして殺処分されそうになっている。
羽美野 翔子（うみの しょうこ）［ショーコ］
声 - 大関英里
荒船水族館でシャチのショーに出演しているトレーナー。22歳。成歩堂にエールの弁護を依頼した。海賊の出で立ちに星形のメイク（実際にはヒトデだという）を施し、付け髭を付けると「海賊姉妹エールズ」の妹の役に成りきる。言葉の一部を魚介類の名前に置き換えて話す癖がある。
荒船 良治 （あらふね りょうじ）[リョウジ］
被害者。荒船水族館の館長。通称「船長」。享年57。シャチの管理不届きによる事故死と判断されていたため、司法解剖が行われていなかった。
浦鳥 麗華 （うらとり れいか）［ウラトリ］
目撃者。水族館に来ていたノンフィクション作家。36歳。飛行服が特徴で成歩堂を「青いの」心音を「黄色いの」と着ている服の色で呼ぶ。10年前と姿が変わっているが、出版した本には昔の写真を掲載している。
伊塚 育也（いつか いくや）［イクヤ］
荒船水族館で働く新人飼育員で、翔子を先輩と慕っている。21歳。ラップが得意で、望遠鏡の模型をマイク代わりにして歌うことがある。仲良くなった人を男女問わず「ブラザー」と呼ぶ。
巣古森 学（すごもり がく）［ガク］
荒船水族館の専属獣医。40歳。ボサボサの白髪をしており、ペンギンのアイマスクを着用している。荒船船長は親友にあたる。髪の中に子どものペンギンが棲みついている。
夏風 涼海（なつかぜ すずみ）
翔子の先輩トレーナー。1年前のショーの最中に死亡した。
ライフル［ライフル］
荒船水族館のペンギン。常にリュックサックを背負っており、頻繁に脱走しては館内を歩き回っている。魚の匂いに敏感。
スナイパー［スナイパー］
ライフルの息子のペンギン。産まれて最初に巣古森を見たため、彼を親だと思い込んでいる。巣古森の髪の中に棲みついている。

## 開発
2007年5月22日に発売の予定のあることが発表されたが、社内の開発体制や時期、『逆転検事』シリーズを制作していたことなどの事情により開発開始されない状況で、ユーザーからは『逆転裁判5』を望む声が常に寄せられていた。『逆転検事2』を発売した際にも同様のユーザーからの意見があり、一方で逆転検事の次回作の要望も寄せられていたことから、次のシリーズ作品を制作するにあたって「逆転検事3」にする案もあったものの、これ以上『逆転裁判5』を望むユーザーを待たせることはできないと判断された。しかしシリーズ生みの親である巧舟は当時『レイトン教授VS逆転裁判』の制作に入っていたことから、プロデューサーの江城元秀やシナリオディレクターの山﨑剛など、逆転検事シリーズに携わっていたスタッフを中心として、2011年の夏ごろに制作チームを立ち上げた。ナンバリングタイトルに対する江城や山﨑の不安は強かったが、「逆転裁判10周年」のイベント開催が決まっていたため、これに合わせて制作発表することになり、2012年1月29日に発表された。発表時の観客からの大歓声をみた江城ら開発スタッフは反応の大きさに、生半可な気持ちではユーザーの期待に応えられないと感じていた一方で、江城はハードもスタッフも変わることで、シリーズとして受け継ぐだけでなく変わるべき点もあることを確信しており、そこに創造性を発揮させていくべきと考えていた。逆転裁判シリーズの制作にあたって巧の下で働いてきた山﨑も、巧の後を追いすぎるよりもユーザーが求める逆転裁判の世界を大事にすべきと考えていた。
キャラクターに関しては、前作では弁護士資格を剥奪されていた成歩堂に弁護士として復帰させることを企画の段階から決めていた。そのため時系列は前作の後になり、前作主人公の王泥喜も登場させることになったほか、新規システムの追加要望があったことから、そのシステムを扱うための新キャラクターとして希月心音を誕生させた。またライバル検事として夕神迅を登場させることになったが、当初は囚人という設定どおり囚人服を着せたデザインであったが、ユーザーが見て検事とわからないと判断されデザイン変更された。ほか前作までの既存キャラクターを登場させる際には、作品内で8年の時間経過があるため、御剣怜侍のように役職が変わり眼鏡を装着させるなどの変化を施した。メインキャラクターデザインは布施拓郎が担当した。
グラフィックスに関しては、江城の「3Dを使用したいが、2Dのようにしてくれ」という要求に応えるため、グラフィックスチームは苦労することになった。グラフィックスチームとしては3Dモデルで動作が滑らかに動かせるのに、江城の「ぬるぬる」と動かしたくないけど3Dを使用したいという要求を当初は理解できなかったが、江城は逆転裁判のもつリズム感やメリハリを実現するために必要であることを説明し、理解してもらえるように努めた。
システムに関しては、山﨑はシリーズ内のシステムとして既に完成している法廷バトルを邪魔しない形で、これまでもストーリー上に盛り込まれていた心理面を主題にして、新規のシステム「ココロスコープ」を構築した。
シナリオでは、山﨑はまず状況や舞台での印象的な場面を決めてから詳細を考える手法を取った。なお本作品からシナリオの制作が複数人体制となり、山﨑がシナリオの総括を担当した。ほかBGMは岩垂徳行が担当。アニメーションのキャラクターデザインおよび総作画監督は伊藤嘉之が担当。アニメパートの制作は『レイトン教授VS逆転裁判』でアニメパートの制作を担当したボンズが行った。
その後2013年4月18日に発売日が決定され、5月16日にはWeb体験版やテレビコマーシャル映像が公開された。6月1日、2日には「カプコン夏の新作体験会 in アクアシティお台場」にてプレイアブル出展され、スペシャルステージには江城、山崎が登場、7月31日より公演される舞台「逆転裁判 ～逆転のスポットライト～」で主人公の成歩堂龍一役を演じる兼崎健太郎も登場した。6月3日にはプロモーション映像を公開した。

## 反響
発売後、ユーザーからの王泥喜法介が活躍したことへの反応が大きく、「逆転裁判 ～逆転のスポットライト～」での会場でファンから王泥喜の活躍を感謝されたとプロデューサーの江城は語っている。一方で難易度を従来より下げたことで「もう少し歯ごたえが欲しかった」と難易度に不満を持つユーザーもいたと語っている。夕神迅や番轟三などの新規キャラクターも開発者が目立たせようと努力した結果もあり、ファンには受け入れられた。
日本ゲーム大賞2012ではフューチャー部門に選出された。

## 関連商品
- 逆転裁判5 公式コンプリートガイド アスキー・メディアワークス 2013年8月 ISBN 978-4048918534
- 逆転裁判5 公式ビジュアルブック エンターブレイン 2013年9月 ISBN 978-4047291898
- 逆転裁判5 オリジナル・サウンドトラック（2013年9月25日発売）

## 他機種版
2014年8月7日にiOS向け、2017年5月25日にAndroid向けに配信開始された。
江城としては当初3DS版以外の展開を考えていなかったが、スマートフォンにおけるゲームアプリが注目されてきていたため、検討した結果、iOSでも展開されることになった。3DS版の立体視機能は削除されているが、画面サイズが拡張され、解像度が高くなり、アニメや人物のリアクションがより鮮明に描写され、ムービーが字幕付になった。物語クリア後に画面右下に「おわり」と表示される際に物語公式アートが表示されるようになった。
2024年1月25日には『逆転裁判456 王泥喜セレクション』が発売され、HDリマスター化された。

## ボイスドラマ 逆転裁判5〜逆転のアニマルサーカス!?〜
2013年8月22日から9月19日まで、毎週木曜日更新で音泉で配信された。『5』公式ホームページでも配信されていた。全5話。2013年10月16日に全話とボーナストラックを収録したドラマCDとして発売。
時系列は『5』と同じで、主要人物は『5』と同一のキャストで出演する。ただし劇中の時期設定はされておらず、また一部『5』本編の内容と矛盾している部分があり、本編とはパラレルとなっている。

### あらすじ
変わった動物が売りのサーカス「チラミサーカス」で、みぬきがマジックショーを行うことが決まった。みぬきが行うマジックは団長・タカサカが有する三毛猫・ミケランジェロを消失・再出現させるというものであった。変わった動物が売りのサーカスで普通の三毛猫ということについて王泥喜と心音は疑問を抱くが、成歩堂はミケランジェロはオスなのではないかと推測する。三毛猫のオスは非常に希少価値が高く、数億の値段がつくこともあるという成歩堂の解説に愕然とした王泥喜は、みぬきが失敗してミケランジェロを傷つけないかと心配する。
サーカス当日、みぬきは実際にマジックを行うが、ミケランジェロは現れなかった。そこにタカサカが現れ、みぬきをミケランジェロ窃盗犯として告発する。疑いを晴らすため成歩堂たちはマジックの種を明かすようみぬきを説得するが、実父との約束から自らマジックの種を明かすことはできないとするみぬきは、やってきた番刑事に対して自分がミケランジェロを盗んだと名乗り出た。成歩堂と王泥喜、そして心音はみぬきの疑いを晴らすため、マジシャンのルールに触れないよう自分たちで考えてトリックを明かすとみぬきに伝え、真相を知るべく捜査を始める。

### 登場人物
成歩堂 龍一
声 - 近藤孝行
王泥喜 法介
声 - KENN
希月 心音
声 - 潘めぐみ
夕神 迅
声 - 咲野俊介
成歩堂 みぬき
声 - 樋口智恵子
亜内 文武
声 - いずみ尚
番 轟三
声 - 佐藤美一
御剣 怜侍
声 - 竹本英史
裁判長
声 - 外波山文明
牙琉響也
声 - 楠田敏之
タカサカ サカス
声 - 大川透
被害者。「チラミサーカス」団長。多数の縞模様が逆のシマウマ、体色を256色に変化させるカメレオンなど、変わった動物の他、血統書付の雄三毛猫・ミケランジェロを所有する。特に希少価値のあるミケランジェロについては団員にすら触れさせず、5億円の多額の保険金をかけるなど非常に大切にしているが、横暴なために団員からの人望が無い。みぬきとのショーの最中突然ミケランジェロが行方不明になり、みぬきを一方的に「ミケランジェロを盗んだ」と主張。
イエイティ
声 - 松本忍
チラミサーカスでピエロをしているイエティ。チラミサーカスの売りである変わった生き物の一つであるUMA。しかし日本語を普通に話せることから心音が「中に人が入っていますよね？」と質問した際は動揺して返答しなかった。発言の後などに「イエ～イ！」を付け話すが、王泥喜に「いちいち付けなくて良い」と言われると意地を張ってより強く叫ぶ。
団員1（だんいんいち）、団員2（だんいんに）
声 - 臼木健士朗（団員1）、木島隆一（団員2）
チラミサーカス2人組団員。どちらも男だが、本名不明。2人共ミケランジェロを化猫と疑っている。団長についてはあまり快く思っていない。また今回のマジックについては知らされていなかった。
ミケランジェロ
タカサカのペットの血統書付雄三毛猫。タカサカに非常に大切にされている。みぬきとの共演ショーに出場したが、ショーの最中に突然行方不明になる。これが切っ掛けでみぬきがタカサカから「みぬきがミケランジェロを盗んだ」と容疑を掛けられることになる。時折団員1と団員2が聞いたことがない鳴き声を出すため2人から化猫と疑われる。